# Opština Gora

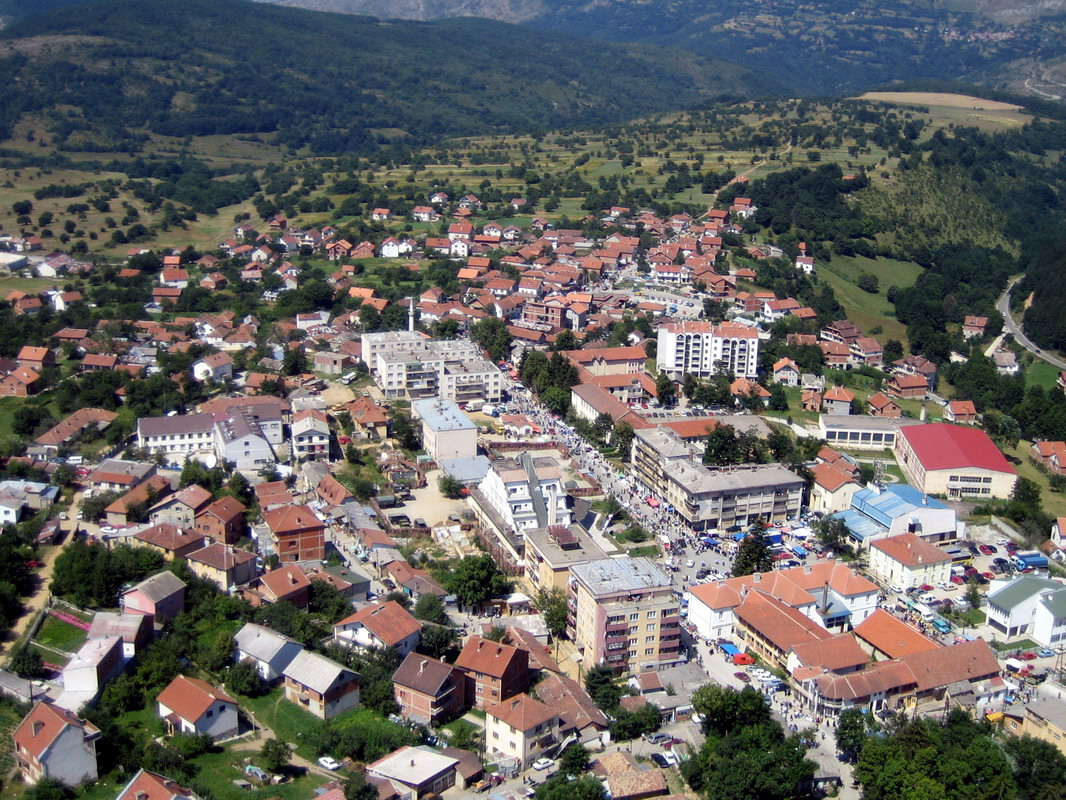
Die Stadt Dragash von oben

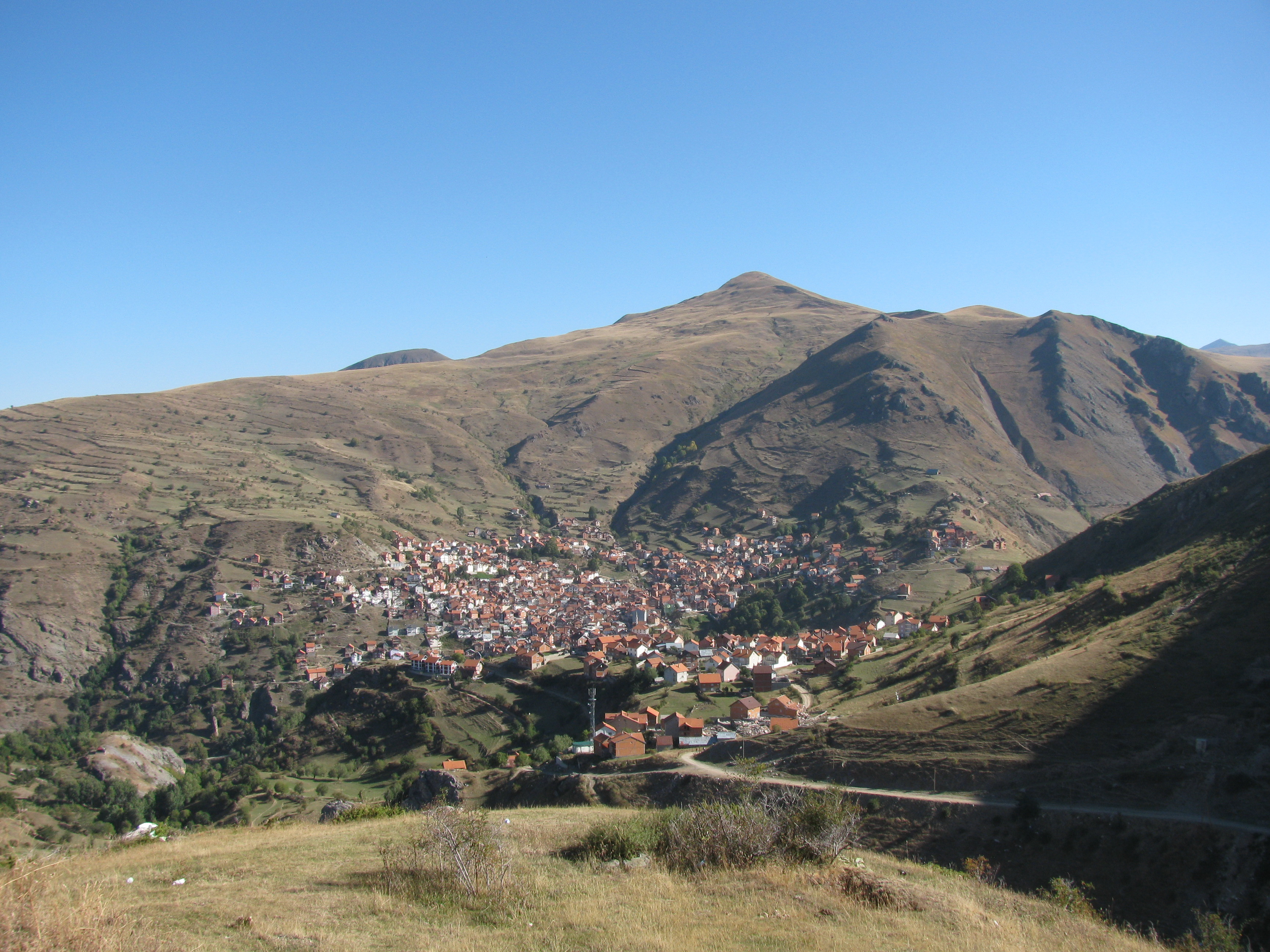
Das Dorf Restelica

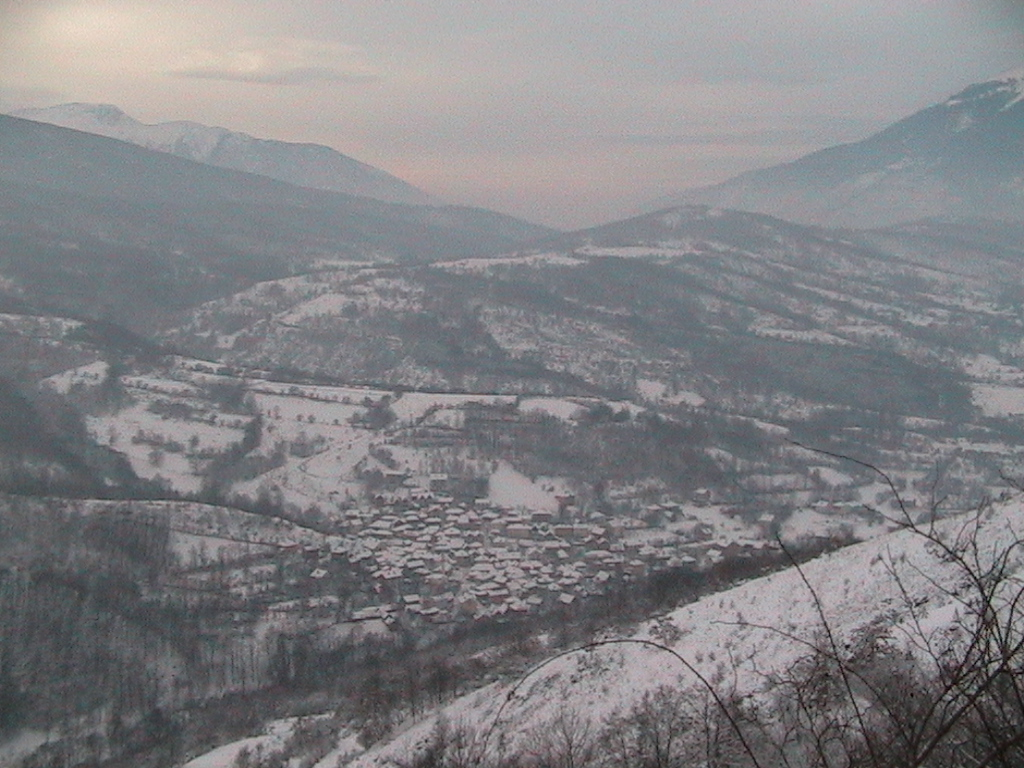
Das Dorf Mlike im Winter

Die Opština Gora war von 1991 bis 1999 eine serbische Großgemeinde im Okrug Prizren in der Autonomen Provinz Kosovo und Metochien. Das (Gemeinde-)Gebiet befindet sich heute auf dem Territorium der im Jahr 2008 ausgerufenen Republik Kosovo. Da Serbien weder die Unabhängigkeit des Kosovo noch die Neugliederung des Gebiets durch die UNMIK anerkennt, setzt es weiterhin eine Gemeindeverwaltung ein.

## Geographie
Das (Gemeinde-)Gebiet entspricht dem größeren, kosovarischen Anteil an der Region Gora, die hauptsächlich vom muslimisch-südslawischen Volk der Goranen bewohnt wird und sich bis ins benachbarte Albanien erstreckt.

## Geschichte
Durch die UNMIK wurde die Gemeinde neu strukturiert und mit dem nördlichen Teil Opoja zur neuen Gemeinde Dragash zusammengefasst.

## Gemeindegliederung
Sitz der Verwaltung war Dragash.
| - Bačka - Brod - Vranište - Globočica - Gornja Rapča - Gornji Krstac - Dikance - Donja Rapča - Donji Krstac - Dragash | - Zlipotok - Kruševo - Kukuljane - Leštane - Ljubovište - Mlike - Orčuša - Radeša - Restelica |

## Weblink
- Seite der serbischen Behörden zur Opština Gora (Memento vom 22. Februar 2014 im Internet Archive)